# Пригоди Капхеда
«Пригоди Капхеда» (англ. The Cuphead Show!) — анімаційний потоковий мультсеріал, створений Чадом і Джаредом Молденгауерами та розроблений Дейвом Вассоном для Netflix. Він заснований на відеогрі в жанрі «shoot 'em up» під назвою Cuphead від студії MDHR. Попередній показ серіалу відбувся на Міжнародному фестивалі анімаційних фільмів в Аннесі в червні 2020 року ще до появи фінального епізоду. Його світова прем'єра відбулася на Netflix 18 лютого 2022 року.

## Синопсис
Серіал, заснований на популярній відеогрі Cuphead, розповідає про нещастя імпульсивного Капхеда та його обачливого брата Маґмена.

## Склад озвучення
| Актор                | Роль                                               |
| -------------------- | -------------------------------------------------- |
| Тру Валентино        | Капхед                                             |
| Френк Тодаро         | Маґмен                                             |
| Грей Делісл          | міс Чаша                                           |
| Джо Ганна            | Дідо-чайник                                        |
| Космо Сегурсон       | Свинтус                                            |
| Джим Конрой          | Оллі Бульб, Біфф і Дюк                             |
| Вейн Брейді          | шоумен Король Кубик, злодійська права рука Диявола |
| Люк Міллінгтон Дрейк | Диявол                                             |

## Український дубляж
- Павло Скороходько — Капхед
- Ярослав Чорненький — Маґмен
- Євген Пашин — Дідо-чайник
- А також: Андрій Альохін, Дмитро Терещук, Єлизавета Зіновенко, Єлизавета Мастаєва, Кирило Татарченко, Михайло Войчук, Михайло Кришталь, Наталія Поліщук, Олена Узлюк, Роман Молодій

Мультсеріал дубльовано студією «Так Треба Продакшн» на замовлення компанії «Netflix».
- Режисер дубляжу — Олена Бліннікова
- Перекладач — Катерина Устинова
- Спеціаліст зі зведення звуку — Сергій Ваніфатьєв
- Менеджер проекту — Ольга Чернявська

## Епізоди
| Сезон | Епізоди | Епізоди | Оригінальний випуск | Оригінальний випуск |
| ----- | ------- | ------- | ------------------- | ------------------- |
| 1     | 12      | 12      | 18 лютого 2022      | 18 лютого 2022      |
| 2     | 14      | 14      | 19 серпня 2022      | 19 серпня 2022      |
| 3     | 11      | 11      | 18 листопада 2022   | 18 листопада 2022   |

### Перший сезон
| № серії (загалом) | № серії (в сезоні) | Назва серії                                          | Режисер(и)  | Сценарист(и)                                                | Оригінальна дата показу |
| --- | ------------------ | ---------------------------------------------------- | ----------- | ----------------------------------------------------------- | ----------------------- |
| 1 | 1                  | «Диявольський карнавал» «CarnEvil»                   | Адам Палоян | Декі Дік Клей Морроу Адам Палоян Космо Сегурсон Дейв Вассон | 18 лютого 2022          |
| Капхед переконує Маґмена покинути справи й піти на ярмарок. Там Капхед захоплюється атракціоном, ціна за програш у якому — душа. Диявол, власник карнавалу, бажає будь-що заволодіти його душею, але брати не лише тікають, а й звільняють душі попередніх програлих. |                    |                                                      |             |                                                             |                         |
| 2 | 2                  | «Пляшечка» «Bringing Up Baby Bottle»                 | Клей Морроу | Декі Дік Клей Морроу Адам Палоян Космо Сегурсон Дейв Вассон | 18 лютого 2022          |
| Брати доглядають дитину-пляшечку, Пляшенятко, яку хтось залишив під дверима. А це важко, адже дідо Чайник пішов, наказавши їм поводитися добре. До того ж дитина виявляться не такою безневинною, як здавалося. Врешті Капхед, Маґмен і Чайник не придумують нічого кращого, ніж підкинути Пляшенятко ще комусь. |                    |                                                      |             |                                                             |                         |
| 3 | 3                  | «Нічний клуб» «Ribby and Croaks»                     | Адам Палоян | Декі Дік Клей Морроу Адам Палоян Космо Сегурсон Дейв Вассон | 18 лютого 2022          |
| Маґмен і Капхед сваряться, тож Чайник дає їм гроші, щоб брати пішли разом кудись розважитись. Вони вирішують сходити в клуб «Мухоловка» на паропоплаві за морозивом, але їм бракує грошей. Та й ті відбирають жаби — власники клубу. Тоді брати потай пробираються всередину, жаби переслідують їх. Стається бійка, через яку пароплав тоне, але Капхед і Маґен усе ж отримують морозиво. |                    |                                                      |             |                                                             |                         |
| 4 | 4                  | «Крихка ситуація» «Dangerous Mugman»                 | Клей Морроу | Декі Дік Клей Морроу Адам Палоян Космо Сегурсон Дейв Вассон | 18 лютого 2022          |
| У Маґмена зламалася ручка і його одразу всі сприймають негарним. Тож брати йдуть до жадібного продавця Свинтуса по клей. Поки вони чекають товару, фантазія Капхеда вирушає в політ. Він пропонує змінити ручку на оригінальнішу, але Маґмен бажає звичайну. Як виявляється, клею немає, засмучені брати повертаються додому. Чайник заспокоює їх, що зламану ручку замінить «ручкова фея». Та насправді він сам її приклеює, поки Маґмен спав. |                    |                                                      |             |                                                             |                         |
| 5 | 5                  | «Ризик — справа благородна» «Sweet Temptation»       | Адам Палоян | Декі Дік Клей Морроу Адам Палоян Космо Сегурсон Дейв Вассон | 18 лютого 2022          |
| Капхед і Маґмен випадково потрапляють на шоу Короля Кубика. Шоумен працює на Диявола, тож обіцяє йому душу Капхеда. Та затримати Капхеда виявляється не так просто. За провал Диявол виганяє Кубика і віддає шоу своєму поплічнику Бісеняті. |                    |                                                      |             |                                                             |                         |
| 6 | 6                  | «Привидів не існує» «Ghosts Ain't Real»              | Адам Палоян | Декі Дік Клей Морроу Адам Палоян Космо Сегурсон Дейв Вассон | 18 лютого 2022          |
| Капхед і Маґмен вирішують піти вночі короткою дорогою через моторошний цвинтар. Там купа страшних привидів лякають їх до нестями. Коли привиди розуміють, що загралися, брати насилу тікають. |                    |                                                      |             |                                                             |                         |
| 7 | 7                  | «Невдячні коренеплоди» «Root Packed»                 | Клей Морроу | Декі Дік Клей Морроу Адам Палоян Космо Сегурсон Дейв Вассон | 18 лютого 2022          |
| Чайник надірвав спину та бідкається, що нікому турбуватися про його овочі в садку. Брати вирішують допомогти діду, але знайомляться з бандою овочів-шахраїв. Зловмисники обіцяють доглянути за грядкою, поки брати йдуть у кіно. Повернувшись, Капхед і Маґмен бачать, що овочі влаштували вечірку без дозволу. Проте брати здогадуються розчулити Цибулю і від її плачу всім стає сумно. Чайник видужує та, думаючи, що шахраї — це його підрослі овочі, готується зробити з них рагу. |                    |                                                      |             |                                                             |                         |
| 8 | 8                  | «Светр або смерть» «Sweater Off Dead»                | Адам Палоян | Декі Дік Клей Морроу Адам Палоян Космо Сегурсон Дейв Вассон | 18 лютого 2022          |
| Маґмен дізнається від містичного Квадратуса як захистити братову душу від Диявола. Він в’яже невидимий светр для Капхеда, який не можна знімати. Але брат постійно нехтує правилом. Тим часом Диявол влаштовує вечірку з нагоди своїх лиходійств. Її псує занудний бухгалтер Стіклер, який нагадує, що душа Капхеда на свободі. Тож Диявол вдається до різних хитрощів аби змусити Капхеда зняти светр. Але йому ніяк це не вдається і Диявол не вигадує нічого кращого, ніж спалити облікову книгу Стіклера. |                    |                                                      |             |                                                             |                         |
| 9 | 9                  | «Наступного разу пощастить» «Sweater Luck Text Time» | Клей Морроу | Декі Дік Клей Морроу Адам Палоян Космо Сегурсон Дейв Вассон | 18 лютого 2022          |
| Диявол постійно стежить за братами й чекає, коли Капхед зніме свій светр. Він дізнається про новий атракціон — такий швидкий, що зриває одяг, — і бажає заманити туди братів. Капхед і Маґмен вирушають туди, але виявляється, що Капхед усе ж зняв светр. Маґмен обманює Диявола, знаходить светр і в останню мить, коли лиходій усе зрозумів, одягає светр на нього. Обпечений магією светра Диявол змушений лишитися в пеклі. |                    |                                                      |             |                                                             |                         |
| 10 | 10                 | «З Маґменом краще не жартувати» «Dangerous Mugman»   | Клей Морроу | Декі Дік Клей Морроу Адам Палоян Космо Сегурсон Дейв Вассон | 18 лютого 2022          |
| Капхед і Маґмен розважаються за ігровим автоматом у крамниці Свинтуса. Роздратований їхньою поведінкою Свинтус відправляє Капхеда й Маґмена на небезпечне завдання — забрати пакунок з гори Вулканус. Капхед підбадорює брата, давши йому «чарівні» окуляри. Маґмен стає з ними таким сміливим, що сам веде брата за собою. Та дорогою Маґмен губить окуляри і Капхед не наважується сказати йому про це. Зрозумівши, що сталося, Маґмен усвідомлює, що сміливість залежить лиш від нього самого і дістає пакунок — яйце. Коли брати повертаються до Свинтуса, виявляється, що той мав на увазі не справжню гору Вулканус, а пральню з такою назвою. Він проганяє братів, а яйце лишає в себе. З нього вилупляється дракон, за яким прилітає його мати і спалює крамницю. |                    |                                                      |             |                                                             |                         |
| 11 | 11                 | «В останню путь» «Dirt Nap»                          | Клей Морроу | Декі Дік Клей Морроу Адам Палоян Космо Сегурсон Дейв Вассон | 18 лютого 2022          |
| Дідо-чайник випадково чує дивну розмову Капхеда й Маґмена та хвилюється, що брати будують підступні плани проти нього. Спершу він думає, що надто кволий і всіляко хоче показати свою силу. Та потім Чайник підозрює, що онуки замислили поховати його. Він вирішує не здатись без бою і згадує своє військове минуле. Проте, як з'ясовується, Капхед і Маґмен бідкалися про черв'яка. Чайник усвідомлює, що онуки люблять його, але потрапляє в поставлену ним же пастку. |                    |                                                      |             |                                                             |                         |
| 12 | 12                 | «Чарівна халепа» «In Charm's Way»                    | Адам Палоян | Декі Дік Клей Морроу Адам Палоян Космо Сегурсон Дейв Вассон | 18 лютого 2022          |
| Капхед і Маґмен випадково розтрощили дідові окуляри. Вони поспішають полагодити їх, коли бачать безтурботну та кмітливу дівчинку Чашу. Всі в захваті від неї і брати бажають подружитися з Чашею. Дівчинка бере їх на захопливу прогулянку, а потім обіцяє дружити з ними, якщо ті пройдуть випробування. Капхед і Маґмен погоджуються, не розуміючи, що Чаша їх використовує. Вона змушує братів проникнути на фабрику печива, де їх заарештовують і кидають до в'язниці. Інтертитр повідомляє: «Далі буде…». |                    |                                                      |             |                                                             |                         |

### Другий сезон
| № серії (загалом) | № серії (в сезоні) | Назва серії                                          | Режисер(и)                | Сценарист(и)                                           | Оригінальна дата показу |
| --- | ------------------ | ---------------------------------------------------- | ------------------------- | ------------------------------------------------------ | ----------------------- |
| 13 | 1                  | «Втеча з в’язниці» «Jailbroken»                      | Адам Палоян               | Меган Бойд і Фернандо Пуч                              | 19 серпня 2022          |
| Після арешту Капхед і Маґмен намагаються втекти з в'язниці. Однак після кожної спроби їх ловлять і призначають усе більше покарання. Думаючи, що вони ніколи не виберуться, Маґмен вирішує здатися, але Капхед запевняє, що має безпомилковий план. Поки Маґмен звикає до тюремного життя, Капхед безуспішно намагається втекти самостійно, і теж здається. Тоді брати вирішують тікати разом на човні, що привозить білизну. Зчиняється тривога, проте братів викидає з в'язниці Циклопка, якій Маґмен виправ носову хустинку. Удома брати дізнаються, що Чаша повернула Чайнику окуляри. |                    |                                                      |                           |                                                        |                         |
| 14 | 2                  | «Зачаровані й небезпечні» «Charmed & Dangerous»      | Клей Морроу               | Ден Беккер і Кеннеді Таррелл                           | 19 серпня 2022          |
| Капхед і Маґмен сперечаються чи Чаша справді хороша подруга. Раптом пані Чаша відвідує Капхеда та Маґмена, щоб вибачитися перед ними, а брати пояснюють, що були у в'язниці (про це Чаша раніше не знала), і троє примиряються. Чаша просить сховати її від «розлюченого натовпу», брати погоджуються та проводять із Чашею день у веселощах у місті. Потім Чаша зізнається, що вона просто хотіла порозважатися, проте «розлючений натовп» справді приходить за нею — це всі, кого вона раніше обманула. Чаша таємниче зникає і натовп хоче вчинити розправу над Капхедом і Маґменом. Тоді розкривається, що вона привид. Натовп лякається й тікає, а Капхед і Маґмен непритомніють. |                    |                                                      |                           |                                                        |                         |
| 15—16 | 3—4                | «Пригода у відкритому морі» «A High Seas Adventure!» | Адам Палоян               | Меган Бойд, Фернандо Пуч, Бенджамін Аркан та Ян Васкес | 19 серпня 2022          |
| Під час прогулянки вздовж доків Чорнильних островів Капхед і Маґмен залазять у піратський корабель, який через їхні пустощі відчалює. Хлопці зустрічають капітана Солоноборода, який бере їх із собою на пошуки своєї коханої: Кали Марії, котра перетворює на камінь кожного, на кого погляне. Коли вони зустрічають Калу, вона перетворює Солоноборода на камінь. Маґмен вирішує довести справу пірата до кінця й доставити Калі Марії подарунок — огидні «цукерки». Коли брати зустрічають Калу, Маґмен дарує їй «цукерки» Солоноборода. Любов пірата знімає чари, проте Калі потрібні лише його «цукерки». Кала відмовляється від Солоноборода та вирішує з'їсти команду, але дає їм невелику фору. Щоб врятувати всіх, Маґмен кидає подарунок Кали у воду, дозволяючи екіпажу втекти назад на берег. Солонобород називає за це Маґмена справжнім піратом. Це перший епізод подвоєної тривалості.                            |                    |                                                      |                           |                                                        |                         |
| 17 | 5                  | «Інший брат» «Another Brother»                       | Адам Палоян               | Меган Бойд і Фернандо Пуч                              | 19 серпня 2022          |
| Капхед вважає Маґмена надто занудним, в той його — надто безрозсудним. Отож Капхед вирішується знайти собі іншого брата і знаходить його в особі хлопчика Полумиска. На його подив, Полумисок виявляється розбишакою. Після дня веселощів, Капхед розуміє, що Полумисок ще більш безвідповідальний, аніж він сам. Маґмен у той час, заздрячи Капхеду, теж шукає собі брата, проте розуміє, що ніхто йому не підходить. Полумисок зізнається, що хотів бути, як Капхед, і з необережності розбивається на друзки. Капхед і Маґмен миряться, проте теж потрапляють у халепу й опиняються в лікарні. |                    |                                                      |                           |                                                        |                         |
| 18 | 6                  | «Солодка спокуса» «Sweet Temptation»                 | Клей Морроу               | Карл Гадріка та Зої Мосс                               | 19 серпня 2022          |
| Маґмен сварить Капхеда, що той не стримався та з'їв його цукерки. Ображений Капхед блукає лісом і знаходить вхід до країни Цукроленд, де все зроблено з солодощів. Її правителька, баронеса фон Бон Бон, дозволяє їсти все, що Капхед хоче, за умови, що він нікому не розповідатиме про Цукроленд і не їстиме її замок. Спочатку Капхед відмовляється від спокуси та повертається додому. Бачачи, що брат досі засмучений, Капхед розповідає йому про Цукроленд. Брати йдуть туди разом, ласують усіма солодощами, які тільки можуть з'їсти, і Маґмен випадково порушує друге правило, з'їдаючи частину замку баронеси. За це баронеса перетворює обох на солодощі, щоби з'їсти. Братам вдається втекти з Цукроленду, хоча вони лишаються солодощами, і Чайник тепер хоче з'їсти їх. |                    |                                                      |                           |                                                        |                         |
| 19 | 7                  | «Нестерпний продавець морозива» «The I Scream Man»   | Адам Палоян               | Бенджамін Аркан і Ян Васкес                            | 19 серпня 2022          |
| Маґмен хоче трохи спокою й тиші, щоб почитати книгу, тому вдає з себе хворого. Та йому заважає продавець морозива музикою зі свого фургона. Після того, як він накричав на продавця, Маґмен швидко усвідомлює свою помилку і шукає його, щоб вибачитися. Продавець переслідує Маґмена, але тільки для того, щоб подякувати за пораду купити іншого капелюха. Потім продавець розповідає кінцівку книги, і тоді Маґмен уже не стримується та б'є продавця. |                    |                                                      |                           |                                                        |                         |
| 20 | 8                  | «Урок гри на фортеп’яно» «Piano Lesson»              | Клей морроу               | Ден Беккер і Кеннеді Таррелл                           | 19 серпня 2022          |
| Маґмен бере уроки гри на фортеп’яно в манірного Людвіга, щоб підготуватися до майбутнього конкурсу, головний приз якого — 10 000 доларів. Однак Маґмен грає невміло, а Капхед, який спочатку був байдужим, бездоганно виконує імпровізований регтайм. У результаті Людвіг тепер вважає Капхеда своїм найкращим учнем, що спричиняє заздрощі Маґмена. Капхед вирішує влаштувати пастку в залі з конкурсом, щоб на Маґмена впало фортеп’яно. Однак, Людвіг не приходить за Маґменом. Вдома брати чують по радіо як Людвіг сплагіатив твір Капхеда та виграв конкурс. Несподівано спрацьовує пастка Маґмена, яка розчавлює Людвіга. |                    |                                                      |                           |                                                        |                         |
| 21 | 9                  | «Уперед, демони!» «Release The Demons!»              | Адам Палоян і Клей Морроу | Бенджамін Аркан і Ян Васкес                            | 19 серпня 2022          |
| Прагнучи помститися Капхеду за попередні приниження, Диявол посилає загін демонів над землею, щоб захопити душу Капхеда. Проте Диявол так лютує, що спалює демонів до того, як вони вирушають. Йому лишається відправити зовсім нікчемних страховиськ і Кубика. Капхед і Маґмен у той час відправляються до лабіринту з моторошними ляльками на ярмарку. Маґмен хоче розіграти брата, показавши йому Кобилячу Голову, якої той боявся в дитинстві. Кубик підлаштовує все так, щоб демони понищили одні одних, а він забрав усю славу собі. Але Диявол посилає навздогін ще й Чотирьох вершників. Але ті лякаються Кобилячої Голови та тікають. Диявол вирішує захопити Капхеда сам, але Стіклер відкриває Дияволу, що коли душу не вдалося захопити за 30 днів, то забирати її стає незаконно. Диявол вирішує здатися та повернутися до Чорнильного пекла, але ліфт ламається і Диявол опиняється наодинці з занудним Стіклером. |                    |                                                      |                           |                                                        |                         |
| 22 | 10                 | «Без копійчини» «Dead Broke»                         | Адам Палоян               | Меган Бойд і Фернандо Пуч                              | 19 серпня 2022          |
| Капхед, Маґмен і Чаша хочуть зібрати грошей на морозиво та придумують аферу. Чаша лякає жителів міста, а Капхед і Маґмен вдають із себе мисливців на привидів. Так друзі збирають чимало грошей, але останній будинок, який вони відвідують, виявляється зі справжніми привидами. Чаша випадково звільняє чотирьох сестер-привидів, які були ув'язнені в картинах. Тепер сестри хочуть ув'язнити там Капхеда, Маґмена й Чашу, щоб лишити замість себе. Проте зробити це потрібно до того, як проб'є годинник. Друзям вдається вчасно повернути сестер у картини, але скарбничка з грошима опиняються в картині також. |                    |                                                      |                           |                                                        |                         |
| 23 | 11                 | «Щур і все, шановні» «Rats All, Folks»               | Клей Морроу               | Карл Гадріка, Зої Мосс і Кейсі Александр               | 19 серпня 2022          |
| Спробі Капхеда та Маґмена приготувати торт-сюрприз для Чайника заважає шкодливий щур на ім'я Вернер Верман. Спершу щур з'їдає торт, а потім хоче забрати собі весь будинок. Після того, як битва зі щуром спричиняє розгардіяш на кухні, Чайник збирається битися з Вернером сам. Вернер бере Капхеда з Маґменом у заручники та примушує Чайника підписати документ про передачу будинку. Та Чайник перехитрює щура, давши йому замість ручки динаміт. Вибух змушує Вернера покинути будинок, який внаслідок вибуху виявляється практично зруйнованим. |                    |                                                      |                           |                                                        |                         |
| 24 | 12                 | «Посміхніться!» «Say Cheese»                         | Клей Морроу               | Ден Беккер і Кеннеді Таррелл                           | 19 серпня 2022          |
| Чайник хоче зробити ідеальне сімейне фото, але цьому постійно заважають Капхед і Маґмен, які сперечаються куди піти розважатися. Брати випадково знаходять старий рекламний плакат, де малий Чайник рекламує підгузки. Чайник спалює плакат і каже Капхеду та Маґмену, що він був переможцем конкурсу немовлят у дитинстві, але через це з нього сміялися. Але знімок плаката лишився в фотоапараті, чим Капхед і Маґмен вирішують скористатися для шантажу діда. Брати вимагають собі винагороди, та плівка випадково засвічується. Незважаючи на те, що докази знищено, розлючений Чайник переслідує братів по всьому місту, поки їх усіх трьох не заарештовують: братів за втечу з в'язниці, а діда — за знищення плакатів. Брати та дід примиряються, оскільки їхнє фото для суду — це теж сімейне фото. |                    |                                                      |                           |                                                        |                         |
| 25 | 13                 | «Загублені в лісі» «Lost In The Woods»               | Клей Морроу               | Жюль Бріджерс                                          | 19 серпня 2022          |
| Чайник відправляє Капхеда та Маґмена за дровами в ліс. Однак Капхед не хоче працювати, замість чого запускає салюти. Ображений на нього Маґмен іде додому, але не може знайти дорогу, бо Капхед безрозсудно знищив компас. Блукаючи лісом, Капхед дичавіє і нарешті знаходить Маґмена в хатці, яку той власноруч збудував. Маґмен не хоче впускати брата, вони сваряться, в ході чого хатка виявляється знищена. Але тоді брати розуміють, що минуло зовсім небагато часу і вони поруч зі своїм будинком. Маґмен вибачається перед Кепхедом, але Кепхед, схоже, так і не став відповідальним. |                    |                                                      |                           |                                                        |                         |
| 26 | 14                 | «Тризуб диявола» «The Devil's Pitchfork»             | Клей Морроу               | Карл Гадріка та Зої Мосс                               | 19 серпня 2022          |
| Диявол дізнається з газети, що його більше не вважають володарем зла після попередніх невдач. Тому Диявол вирішує наробити лихих учинків на Чорнильних островах, щоб відновити свою грізну репутацію. Закінчивши лиходійства, він забуває свої вила. Капхед і Маґмен знаходять вила та користуються ними, щоб позбиткуватися з жителів міста. Згодом Диявол знаходить вила, та не може їх забрати, бо Капхед усе ще носить чарівний светр. Тож Диявол викрадає Маґмена й забирає його до пекла. Шокований Капхед лишається на землі. |                    |                                                      |                           |                                                        |                         |

### Третій сезон
| № серії (загалом) | № серії (в сезоні) | Назва серії                                      | Режисер(и)                 | Сценарист(и)                                             | Оригінальна дата показу |
| --- | ------------------ | ------------------------------------------------ | -------------------------- | -------------------------------------------------------- | ----------------------- |
| 26 | 1                  | «The Devil's Revenge!» «Помста диявола»          | Адам Палоян                | Бенджамін Аркенд і Ян Васкес                             | 17 листопада 2022       |
| Без вил Диявол утратив половину своєї сили, що створює йому проблеми в буденних заняттях. Капхед повертається додому, не знаючи як визволити брата. Розмова з Чайником переконує його врятувати Маґмена (при цьому він не згадує що сталося насправді). Тим часом Диявол і Бісеня сперечаються що робити, поки Капхед не прийшов. Вони закладаються, що якщо Диявол зможе зламати дух Маґмена до того, як годинник проб'є дванадцяту, то Бісеня отримає відпустку. Капхед дізнається від Квадратуса (який перебуває у відпустці), що вилами за правилом володіє той, хто їх знайшов, і отримує шматок чарівної крейди, який може перенести його в пекло. У той час Маґмен грається кульками, впевнений, що Капхед врятує його. Диявол намагається залякати його, але все марно. Диявол бачить, що в нього майже не лишилося часу, та намагається переставити стрілки годинника. В цю мить Капхед визволяє брата. Капхед користується вилами, щоб знищити тронний зал Диявола, і Диявол у гонитві за втікачами випадково руйнує свою сховище душ, які одразу тікають. Після довгої гонитви Диявол ловить Кепхеда, але Маґмен нагадує Дияволу про право власності на вила. Вони укладають угоду: обміняти Маґмена на вила одночасно. Роздратований Диявол проганяє Капхеда й Маґмена з пекла, лагодить усі свої речі, але бачить, що вила лишилися погнуті. Капхед, на велике розчарування Маґмена, знову йде на ярмарок, де готовий програти свою душу. Бісеня за угодою вирушає в відпустку, де зустрічає на пляжі Квадратуса. |                    |                                                  |                            |                                                          |                         |
| 27 | 2                  | «Don't Answer The Door» «Не відчиняй»            | Адам Палоян                | Фернандо Пуч                                             | 18 листопада 2022       |
| Капхед і Маґмен розіграли Чайника і той вирішує провчити онуків. Коли вони лишаються вдома самі, хтось знову лишає під дверима Пляшенятко (як у епізоді 2 першого сезону). Брати думають, що досить просто не відчиняти двері. Та Пляшенятко несподівано викрадає ведмідь. Капхед і Маґмен наважуються врятувати малюка, а потім вирішують, що ведмідь його з'їв. Тоді Чайник повертається і пояснює, що то була звичайна пляшечка і він розіграв онуків. Але потім хтось підкидає Пляшенятко під двері по-справжньому. |                    |                                                  |                            |                                                          |                         |
| 28 | 3                  | «Cup-Staged» «Заткнути за пояс»                  | Клей Морроу                | Ден Беккер і Кеннеді Таррелл                             | 18 листопада 2022       |
| Диявол, на своє розчарування, дізнається, що тільки Бісеняті подобається його акторська гра. Роздратований безкультур'ям своїх демонів, Диявол вирішує знайти авдиторію, що цінуватиме його талант. Тим часом власниця театру Саллі Стейджплей шукає акторів для своєї космічної опери «Кап Роджерс проти Метеора» (посилання на Бака Роджерса). Капхед, Маґмен і Диявол борються за головну роль і підставляють одні одних. У результаті всіх трьох виганяють. Під час прем'єри Саллі сама грає всі ролі, але Дияволу все ж дісталася посада реквізитора, а Капхеду — керування завісою. Маґмен закляк від жаху, бо крім страху сцени, в нього виявився страх того, що поза сценою. |                    |                                                  |                            |                                                          |                         |
| 29 | 4                  | «Roadkill» «Жертва наїзду»                       | Клей Морроу та Адам Палоян | Нік Лауер і Остін Фабер                                  | 18 листопада 2022       |
| Диявол виявляє, що вся його власність, включно з Бісеням, конфіскована, бо він утратив геть усі душі. Стіклер повідомляє Дияволу, що якщо він не зможе забрати жодної душі протягом одного робочого дня, власність лишиться конфіскованою назавжди. Диявол легковажно вирішує знову піти за душею Капхеда. Але дорогою його збиває авто Чайника, котрий, сприйнявши Диявола за кішку, забирає його додому. Диявол вирішує почекати Капхеда, але з часом йому подобається бути в ролі кішки. Капхед і Маґмен впізнають Диявола та глузують із нього. Розлючений Диявол задумує забрати душу Чайника, проте розчулений його турботою, забирає душу Телефона, що проходив поруч. Повернувшись до пекла, Диявол повертає свою власність і потай від усіх грається клубком, як кішка. Чайник натомість починає піклуватися про козла. |                    |                                                  |                            |                                                          |                         |
| 30 | 5                  | «Holiday Tree-dition» «Святкова традиція»        | Клей Морроу                | Джаред Морган і Зої Мосс                                 | 18 листопада 2022       |
| Наближається Різдво, тому Чайник посилає онуків купити ялинку. Однак Свинтус, який один продає ялинки, називає надто велику ціну. Поки брати намагаються збити ціну, Свинтус продає останню ялинку. Кепхед і Маґмен знаходять у горах ідеальну ялинку, проте вона зісковзує з гори. Щоб урятувати її, братам доводиться пройти печеру, наповнену ведмедями, та лісопилку. Попри все, їм вдається доставити ялинку додому, де вона згорає через несправну електричну гірлянду. Чайник підбадьорює онуків словами, що головне не ялинка, а святкування разом. |                    |                                                  |                            |                                                          |                         |
| 31 | 6                  | «A Very Devil Christmas» «Різдво по-диявольськи» | Адам Палоян                | Карл Гадріка, Бенджамін Аркенд, Фернандо Пуч і Ян Васкес | 18 листопада 2022       |
| Роблячи різні лиха на Різдво, Диявол бачить у магазині іграшковий потяг, який хоче собі. Виявляється, його можна отримати тільки в подарунок від Санти-Клауса, а для цього треба бути весь рік хорошим. Диявол з Бісеням вирушає на Північний полюс і зустрічає Санту. Той відмовляється дати Дияволу подарунок, але пропонує умову: якщо Диявол зробить хоч одну хорошу справу до опівночі, він отримає бажану іграшку. Диявол провалює всі спроби бути добрим і повертається до пекла. На свій жах, Диявол перетворюється на Санту-Клауса, тому повертається на Північний полюс. Різдвяні ельфи пояснюють, що тепер Диявол повинен доставити подарунки всім дітям на Чорнильних островах, інакше лишиться Сантою назавжди. Диявол неохоче погоджується і розносить подарунки кожній хорошій дитині. Останнім виявляється Капхед, якому і дістався іграшковий потяг. Диявол вагається чи віддавати подарунок, а Капхед, не впізнавши Диявола, каже, що зустріч зі справжнім Сантою для нього найцінніша. Санта-Клаус повертається та повертає Дияволу його звичайний вигляд, зазначивши, що він не отримав подарунка, але отримав «радість бути добрим». Повернувшись до пекла, Диявол з подивом знаходить у своїй тронній залі іграшковий потяг. Він із задоволенням грається, вірячи, що Санта виконав свою обіцянку, та насправді це Бісеня змайстрував потяг для нього. |                    |                                                  |                            |                                                          |                         |
| 32 | 7                  | «Special Delivery» «Посилка»                     | Клей Морроу                | Джаред Морган і Зої Мосс                                 | 18 листопада 2022       |
| Посіпака Свинтуса, Джеррі, доручає йому доставити пакунок для який потрібно доставити жабі Ріббі з клубу «Мухоловка». Капхед, Маґмен і Чаша випадково розбивають вікно в крамниці Свинтуса, тому він наказує їм доставити пакунок як компенсацію. З цікавості Капхед, Маґмен і Чаша відкривають пакунок і знаходять усередині пару черевичків. Джеррі потім зазначає Свинтусу, що черевички вибухнуть, коли зайде сонце. Капхед і Чаша вирішують виконати завдання й доставити черевики Ріббі, але Маґмен хоче залишити черевики собі. Ріббі відбирає черевички, та його брат Кроукс обмовляється, що це він замовив їхню доставку. Брати-жаби миряться та відмовляються від посилки. Капхед, Маґмен і Чаша повертають її Свинтусу, де черевички вибухають, зруйнувавши крамницю. Вибух привертає увагу Диявола, котрий бачить Чашу та пригадує, що має з нею угоду. |                    |                                                  |                            |                                                          |                         |
| 33 | 8                  | «Down & Out» «Утратити все»                      | Адам Палоян                | Бенджамін Аркенд, Ян Васкес і Сем Кесслер                | 18 листопада 2022       |
| Кубик став бездомним після того, як Диявол звільнив його за невдачу з упійманням Капхеда. Спочатку він звинувачує Капхеда у своєму краху, але Капхед, який побачив його на вулиці, вирішує допомогти Кубику повернутися в шоубізнес. Капхед, Маґмен і Чайник роблять йому новий костюм і засновують новий клуб у порожньому сараї. Почувши пісню Кубика, звідусіль збігаються слухачі. Тим часом у Диявол і Бісеня нудьгують через презентацію Стінклера. Вони вирішують піти в клуб, де бачать Кубика. Злякавшись, Кубик запевняє Диявола, що спланував усе це задля впіймання Капхеда. Диявол передає через Кубика Капхеду угоду про продаж душі під виглядом контракту на спільний бізнес. Але Капхед розриває угоду, сказавши, що він режисер і сам диктуватиме правила. Диявол вирішує забрати назад засмученого Кубика, заявивши, що тепер він розважатиме всіх демонів у пеклі своїм талантом. Кубик із радістю приймає пропозицію. |                    |                                                  |                            |                                                          |                         |
| 34 | 9                  | «Joyride» «Нічна поїздка»                        | Клей Морроу                | Нік Лауер і Остін Фабер                                  | 18 листопада 2022       |
| Чайник дивно поводиться, він несподівано везе онуків до міста порозважатися та співає пісню Чаші. Потім Чаша зізнається, що вселилася в Чайника аби весело відпочити. Дітлахи жартують з містян, коли Чаша вселяється в різних жителів. Нарешті вони йдуть до парку розваг і вирішують спробувати миттєві передбачення. Капхед і Маґмен не розуміють їхнього значення, а Чаша боїться сказати, що отримала виклик від Диявола. Чаша вирушає до пекла, де Диявол нагадує їй про угоду. |                    |                                                  |                            |                                                          |                         |
| 35 | 10                 | «Dance With Danger» «Гра з вогнем»               | Клей Морроу                | Джаред Морган і Зої Мосс                                 | 18 листопада 2022       |
| Прямуючи до пекла, Чаша згадує свою передісторію. Коли вона була сиротою, що жила в дитячому будинку під наглядом суворих опікунів-пінгвінів. Вони забороняли їй танцювати, тож Чаша втекла з будинку. Випадковий перехожий побачив її танець (хоча вона просто намагалася струсити з руки комаху) і дав їй копійчину. Так Чаша зрозуміла, що всі любитимуть її за танці та забезпечать усім, чого вона забажає. Одного разу її збило авто і Диявол запропонував угоду: Чаша буде привидом і ходитиме по землі скільки схоче, але за це муситиме виконати будь-яке доручення Диявола. Тепер Диявол хоче, щоб Чаша змусила Капхеда продати душу. В разі відмови він погрожує позбавити Чашу подарованого ним життя. |                    |                                                  |                            |                                                          |                         |
| 36 | 11                 | «The Devil & Ms. Chalice» «Диявол і пані Чаша»   | Адам Палоян                | Бенджамін Аркан і Майкл Руокко                           | 18 листопада 2022       |
| Чаша намагається затягнути час, відволікаючи Диявола танцями. Стінклер нагадує про Капхеда і Диявол відправляє Чашу на землю, щоб вона змусила Капхеда підписати угоду про продаж душі. Однак, Чаша вирішує не зраджувати друзів і все їм розповідає. Розлючений Диявол готується вбити Чашу, але вона каже, що принаймні помре, знаючи, що вона найкраща танцівниця на світі. Тоді Диявол пропонує їй танцювальний поєдинок, де сподівається довести, що найкращий танцюрист — це він. Диявол скликає глядачів, чиї оплески і визначать переможця. Чаша та Диявол довго змагаються в спритних танцях і Чаша майже виграє. Та випадково вона наступає на кульки, які Капхед подарував їй раніше, та падає. Капхед пропонує зіграти з ним у «камінь-ножиці-папір», пропонуючи свою душу та душу Маґмена й Чаші, якщо він програє. Диявол погоджується, але Капхед легко перемагає його навіть після того, як Диявол просить більше раундів. Глядачі глузують з Диявола і він, засмучений, покидає змагання, визнавши поразку. За місяць Капхед, Маґмен і Чаша бачать, що Диявол відкрив казино. Це привертає Капхеда, до великого жаху Маґмена та Чаші. Капхед біжить зіграти, з чого починаються події відеогри. |                    |                                                  |                            |                                                          |                         |

## Виробництво

### Розробка
У липні 2019 року було оголошено, що Netflix дає зелене світло серіалу. Чад і Джаред Молденгауер з Studio MDHR є виконавчими продюсерами разом із Сі Джей Кеттлер з King Features Syndicate, Дейв Вассон і Космо Сегурсон. Режисерами стали Клей Морроу та Адам Палоян. Анімацією зайнялися Lighthouse Studios, а за саундтрек відповідає Его Плум.
Вихід першого сезону з 12 серій відбувся 18 лютого 2022 року. Перед релізом першого сезону, 25 січня 2022 року, було оголошено, що серіал продовжено на другий і третій сезони (усього разом з першим сезоном планується 36 епізодів). Прем'єра другого сезону відбудеться влітку 2022 року.

## Оцінки й відгуки
На Rotten Tomatoes серіал зібрав 69 % позитивних рецензій критиків із консенсусом: «Поки „Пригоди Капхеда“ плавно відтворюють вражаючу анімацію свого відеоігрового предка, ця гарна посудину все ще чекає, поки якась речовина наповнить її».
Стюарт Герітейдж у газеті «The Quardian» писав, що серіал «Пригоди Капхеда» чудово розуміється на тропах епохи, яку наслідує, і місцями доволі сміливий, але це все ж збірка окремих епізодів, ніж цілісна історія. Концепція серіалу дещо дивна — мультфільм, заснований на грі, заснованій на інших мультфільмах, — однак його естетика дуже приваблива. До того ж у серіалі Капхед і Маґмен отримали різні характери, тоді як у грі вони різняться тільки кольором.
На думку Камбола Кемпбелла з сайту «Polygon» є серіали («Час пригод» або «Дивовижний світ Гамбола»), які використовують безглуздість, щоб пом'якшити удар емоційно важких моментів; «Пригоди Капхеда» віддає шану Максу Флейшеру в візуальності, проте схожість з іншими шоу швидко стає тягарем. Серіал швидше відтворює гру, ніж пропонує щось нове.
Стефані Морган із Common Sense Media підсумувала: «Незважаючи на несамовитість і здебільшого неглибоких персонажів, цей чарівний мультфільм досягає амбітної мети — оновити стиль анімації 90-річної давності». Попри мультплікаційні вибухи та бійки у стилі 1930-х, серіал у цілому несе позитивний посил про щедрість, прощення та командну роботу.